# 9220 Yoshidayama
9220 Yoshidayama è un asteroide della fascia principale. Scoperto nel 1995, presenta un'orbita caratterizzata da un semiasse maggiore pari a 2,4056428 UA e da un'eccentricità di 0,1365549, inclinata di 5,34086° rispetto all'eclittica.
L'asteroide è dedicato all'omonima collina nel distretto di Sakio della città giapponese di Kyoto.